# 참깨와 솜사탕
참깨와 솜사탕은 대한민국의 모던 록 밴드이다. 최기덕(보컬, 기타, 작곡, 작사), 박현수(퍼커션, 카혼, 편곡), 유지수(보컬, 작곡쁨)으로 구성되어 있다.

## 음악 활동
고등학교 동창이었던 최기덕과 박현수의 2인조 밴드로 시작했으며 먹던 빵 위에 핀 곰팡이의 모습에 비롯해 참깨와 솜사탕이라는 이름을 떠올렸다고 한다. 홍대에서 조문근, 10cm 등과 함께 길거리에서 공연하던 그들은 이른바 '길거리 공연의 1세대'였다. 여성 보컬의 필요성을 느낀 둘은 여성 보컬 유지수를 영입하고 2010년 디지털 앨범 '참깨와 솜사탕'을 발매한다.

## 발매 앨범
- 참깨와 솜사탕(디지털 EP)
- 속마음(EP 1집)
- Rainy Dance(디지털 싱글)
- 마음거리(EP 2집)
- SBS '이혼변호사는 연애중' OST - 톰과 제리
- 까만 방(정규 1집)

## 참여 앨범
- Ten Years After : Pastel Music 10th Anniversary
- Sky(김하늘 X 파스텔뮤직 컴필레이션)
- Pastel Sampler Vol.6
- 그린플러그드 공식 옴니버스 앨범 'SUM'